# Карлос Охене
Карлос Охене (на английски: Carlos Ohene)  е ганайски футболист, който играе на поста  полузащитник. Състезател на Левски София.

## Кариера
На 27 август 2021 г. Охене е обявен за ново попълнение на Царско село. Прави дебюта си на 17 септември при загубата с 0:2 като домакин на Локомотив Пловдив.

### ЦСКА 1948
На 12 януари 2022 г. Карлос подписва с ЦСКА 1948. Дебютира на 9 юли при победата с 1:0 като домакин на Левски София.

### Хебър
На 30 юни 2023 г. ганаецът е обявен за ново попълнение на пазарджишкия Хебър. Записва своя дебют за тима на 23 юли при загубата с 1:0 като гост на Черно море.

## Успехи
АЕЛ
- Суперкупа на Кипър (1): 2015